# زیبایی‌شناسی فمینیستی
زیبایی‌شناسی فمینیستی (انگلیسی: Feminist aesthetics) اولین بار در دهه ۱۹۷۰ ظهور کرد و به زیبایی‌شناسی یا سبک خاصی اشاره نمی‌کند، بلکه به دیدگاه‌هایی اشاره دارد که مفروضات هنر و زیبایی‌شناسی را در مورد کلیشه‌های نقش جنسیتی یا جنسیت زیر سؤال می‌برد. زیبایی‌شناسی فمینیستی با فلسفه رابطه دارد. دیدگاه‌های فلسفی تاریخی درباره چیستی زیبایی، هنرها و تجربیات حسی، با ایده زیبایی‌شناسی مرتبط است. زیبایی‌شناسی به سبک‌های تولید می‌نگرد. فمینیست‌ها استدلال می‌کنند که علی‌رغم بی‌طرفی، نحوه تفکر مردم در مورد هنر و زیبایی‌شناسی تحت‌تأثیر نقش‌های جنسیتی است. زیبایی‌شناسی فمینیستی ابزاری برای تحلیل چگونگی درک هنر با استفاده از مسائل جنسیتی است. هویت جنسی یک فرد به‌دلیل موقعیت موضوعی خود و این که ادراک تحت‌تأثیر قدرت قرار می‌گیرد، بر شیوه‌های درک هنر و زیبایی‌شناسی تأثیر می‌گذارد. شیوه‌هایی که مردم از طریق آن هنر را می‌بینند نیز تحت‌تأثیر ارزش‌های اجتماعی مانند طبقه و نژاد است. موقعیت موضوعی فرد در زندگی، به‌دلیل دانش متفاوت افراد در مورد زندگی و تجربیات آن‌ها، نحوه درک هنر را تغییر می‌دهد. همان‌طور که تاریخ فمینیستی تاریخ سنتی را متزلزل می‌کند، زیبایی‌شناسی فمینیستی فلسفه زیبایی، هنر و تجربه حسی را به چالش می‌کشد.